# 比戈尔
比戈尔（法語：Bigorre，法語發音：[biɡɔʁ]）是法国奧克西塔尼大區上比利牛斯省的一个传统地区，是加斯科涅的一部分。

比戈尔地区图集
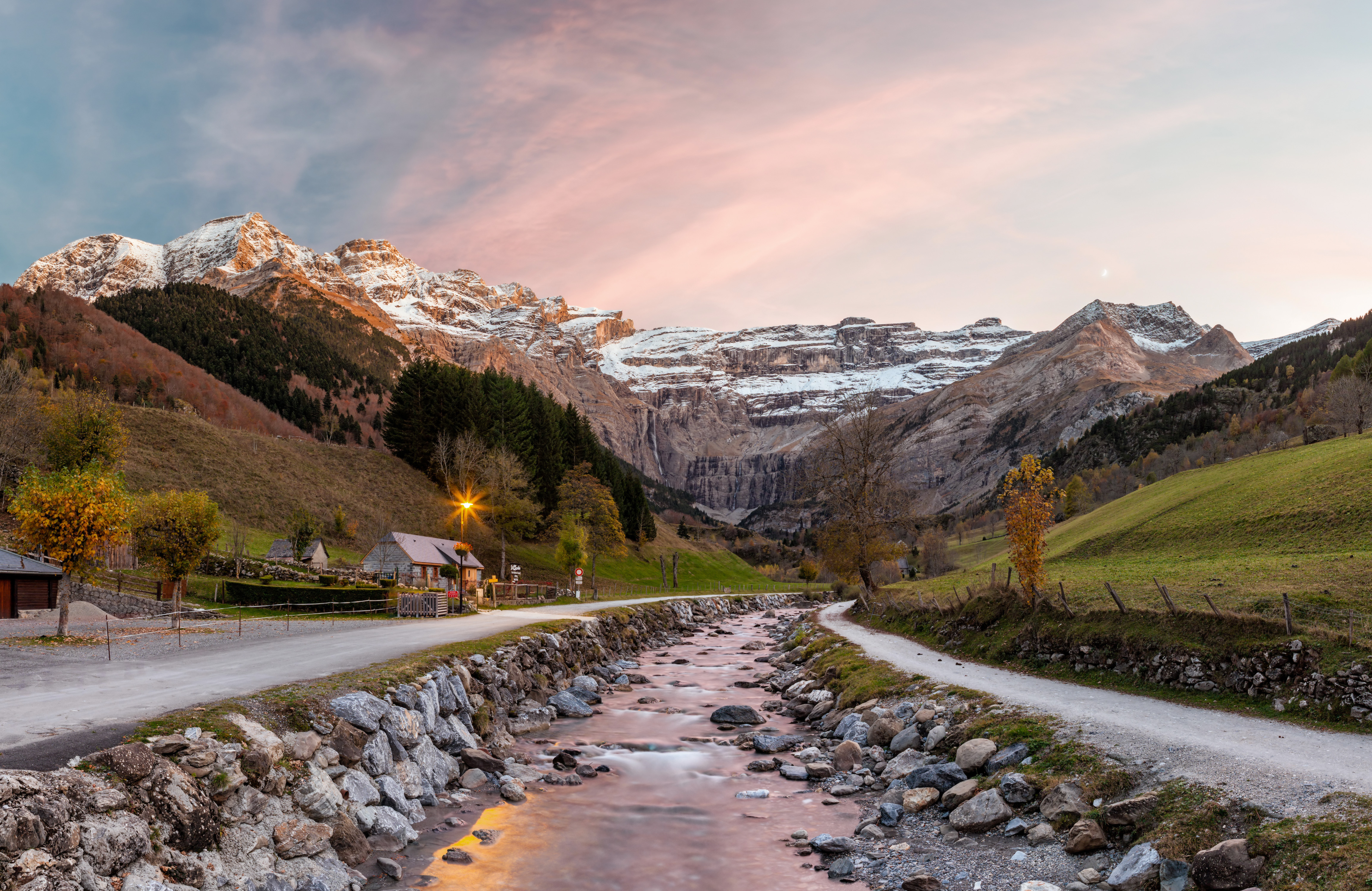
比利牛斯国家公园
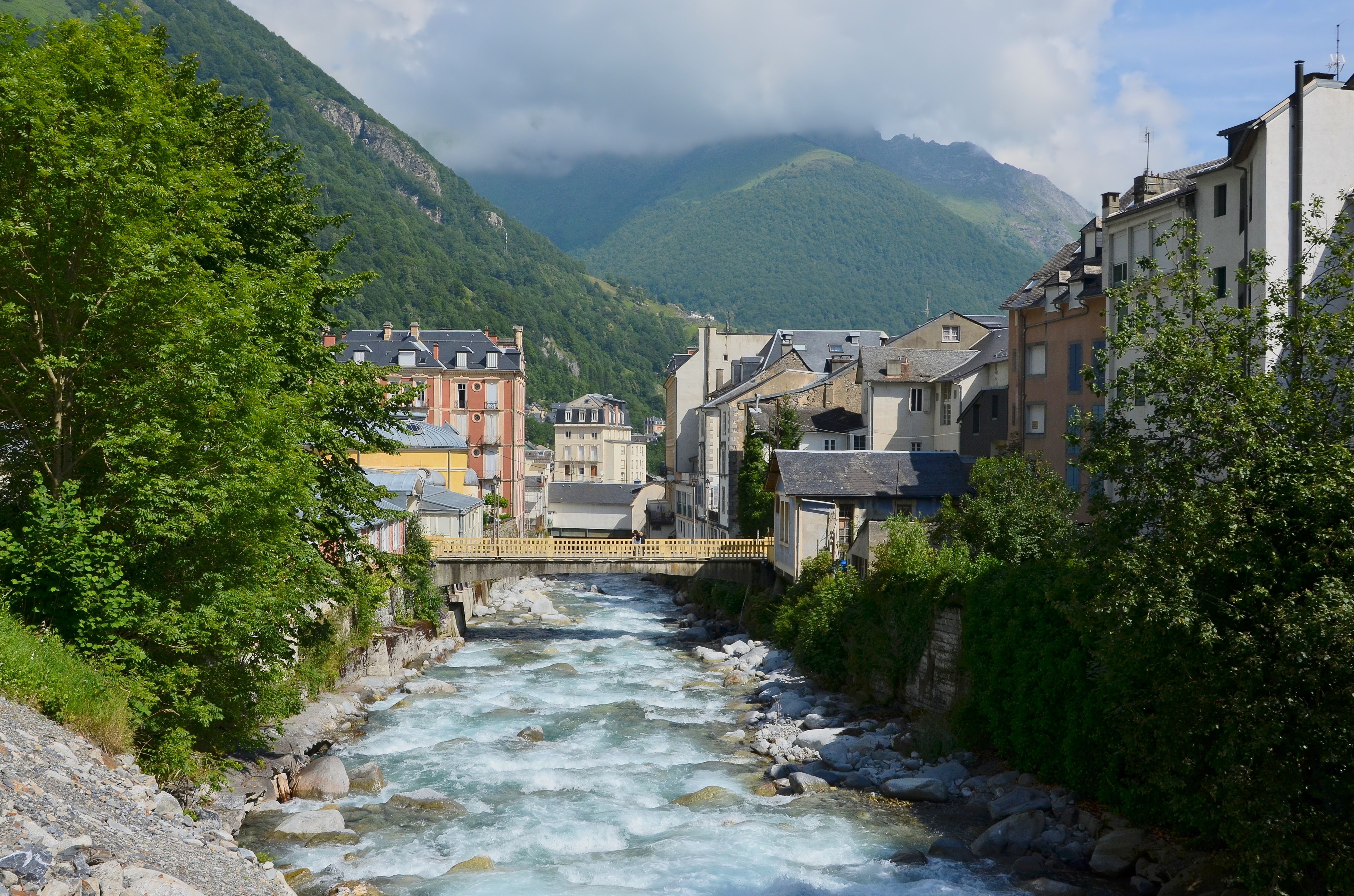
科特雷
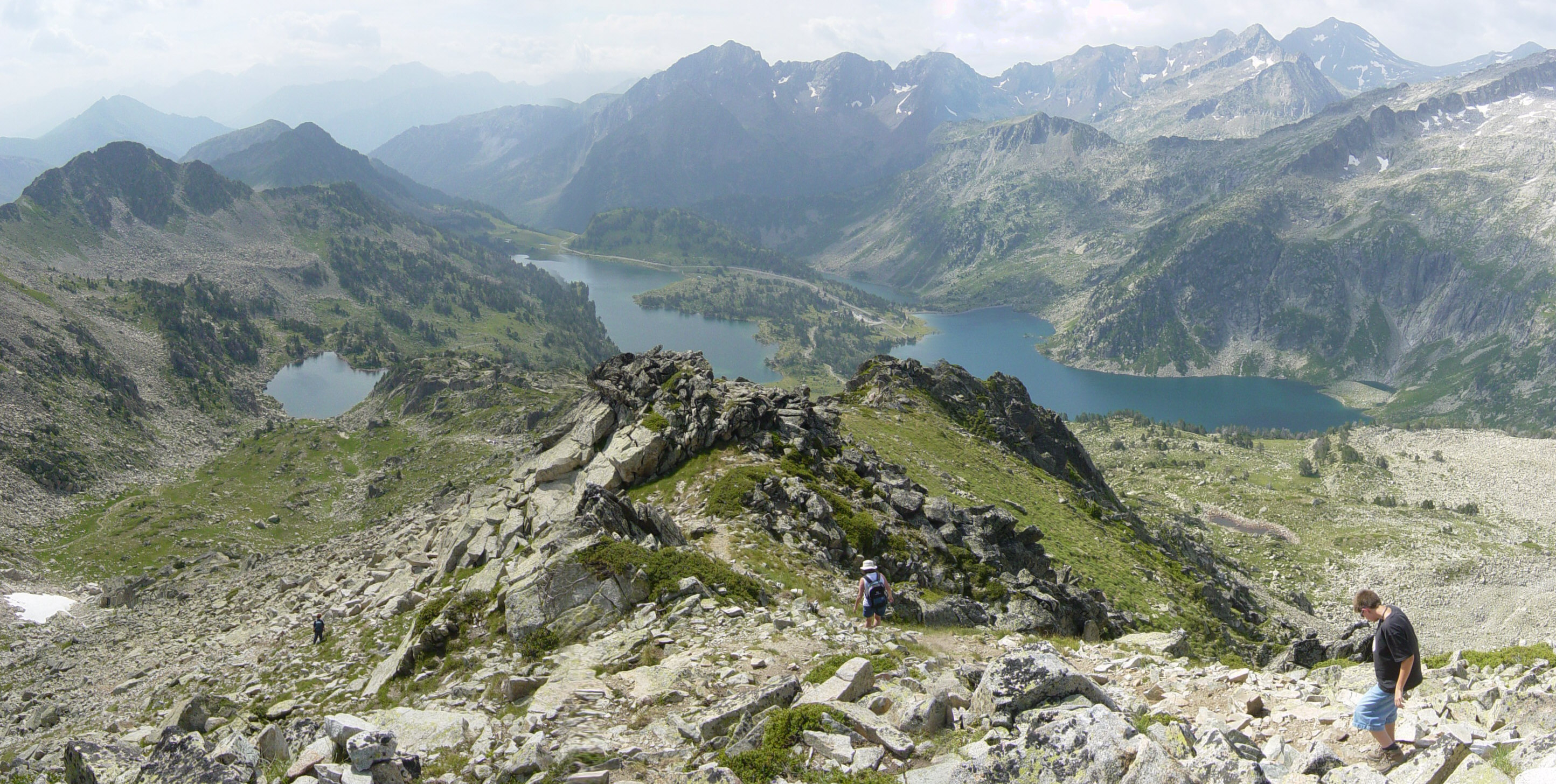
马达梅特峰（Pic de Madamète）
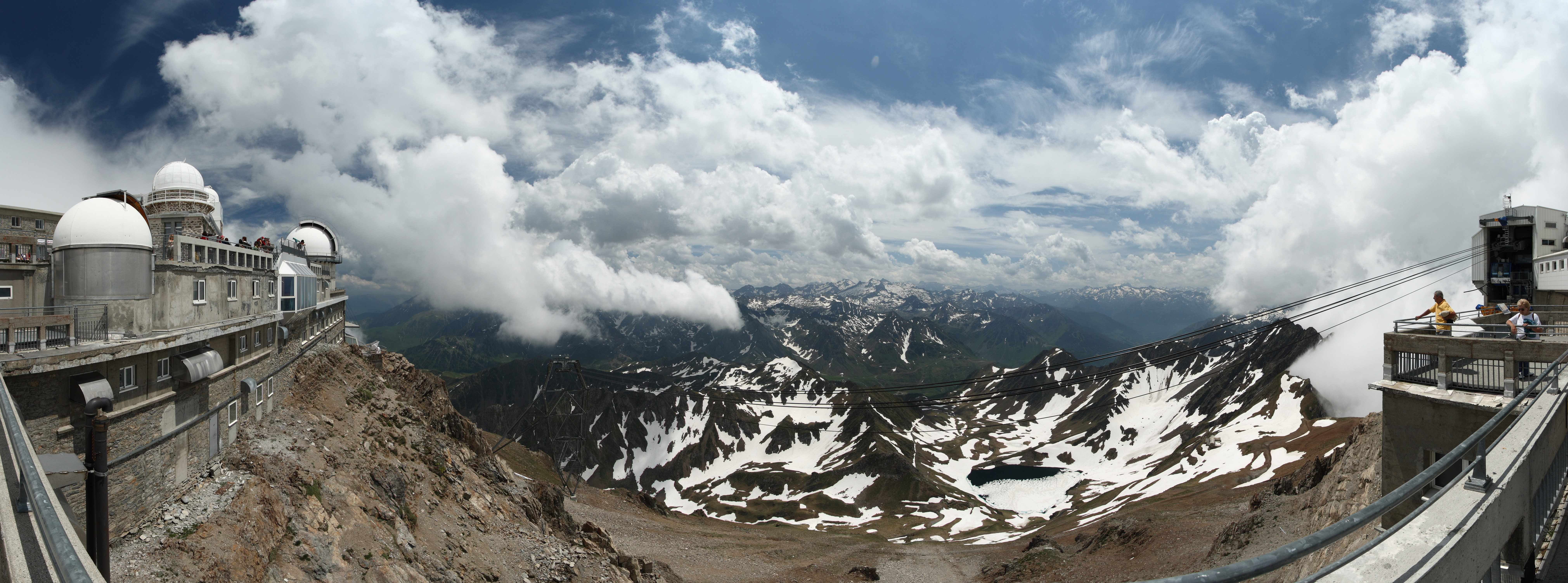
比戈尔南峰（Pic du Midi de Bigorre）
卢尔德城堡（Château fort de Lourdes）
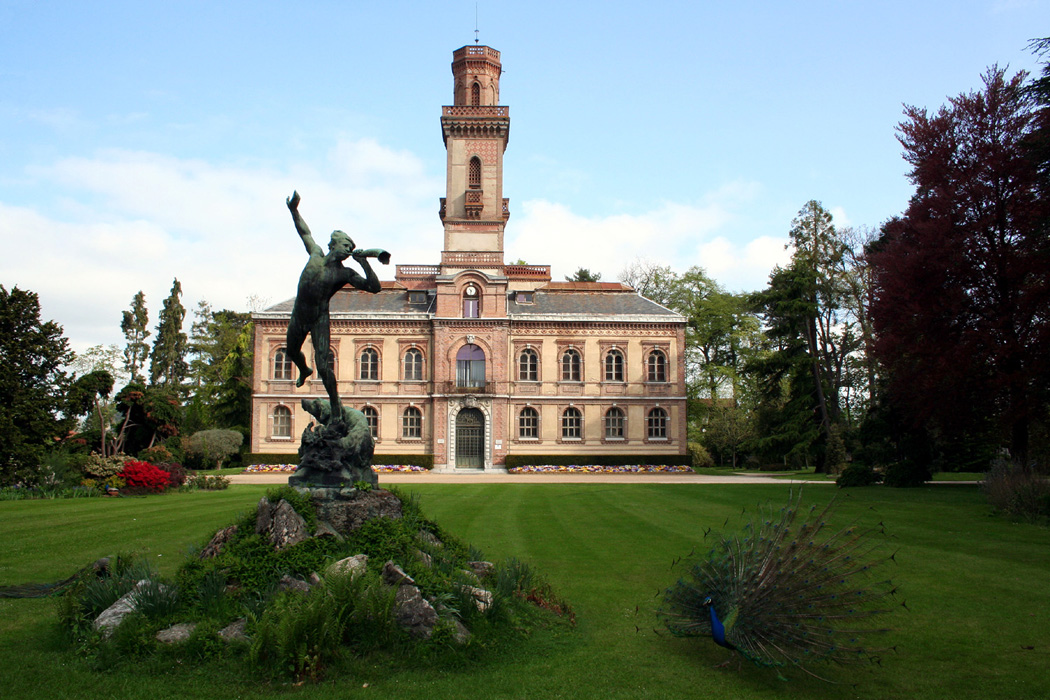
马塞花园（Jardin Massey）
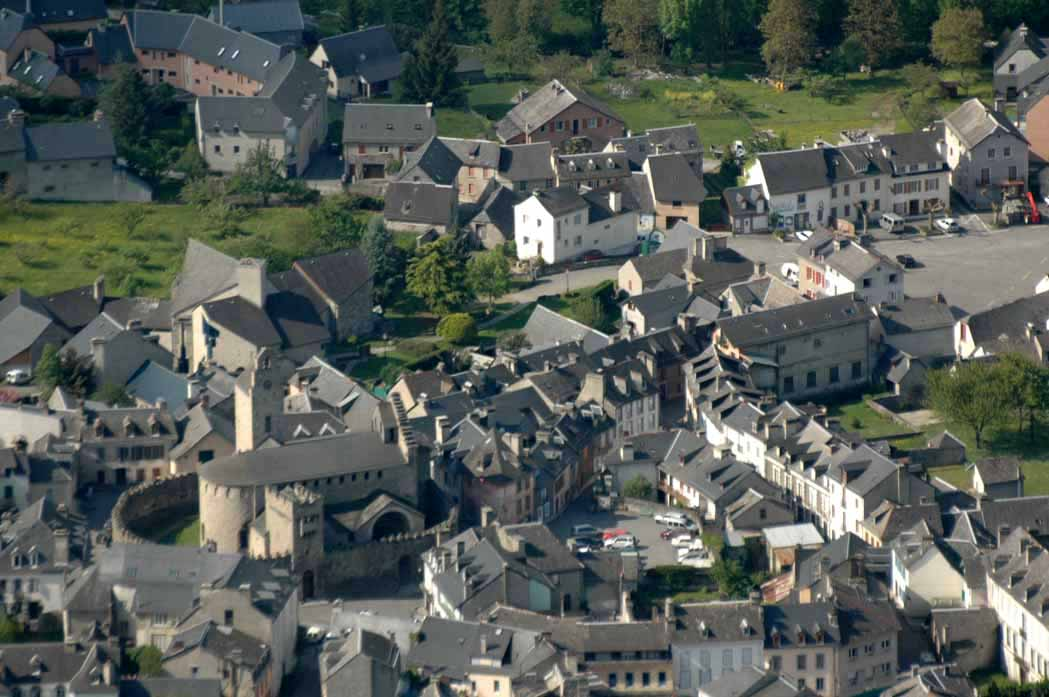
吕兹-圣索沃尔
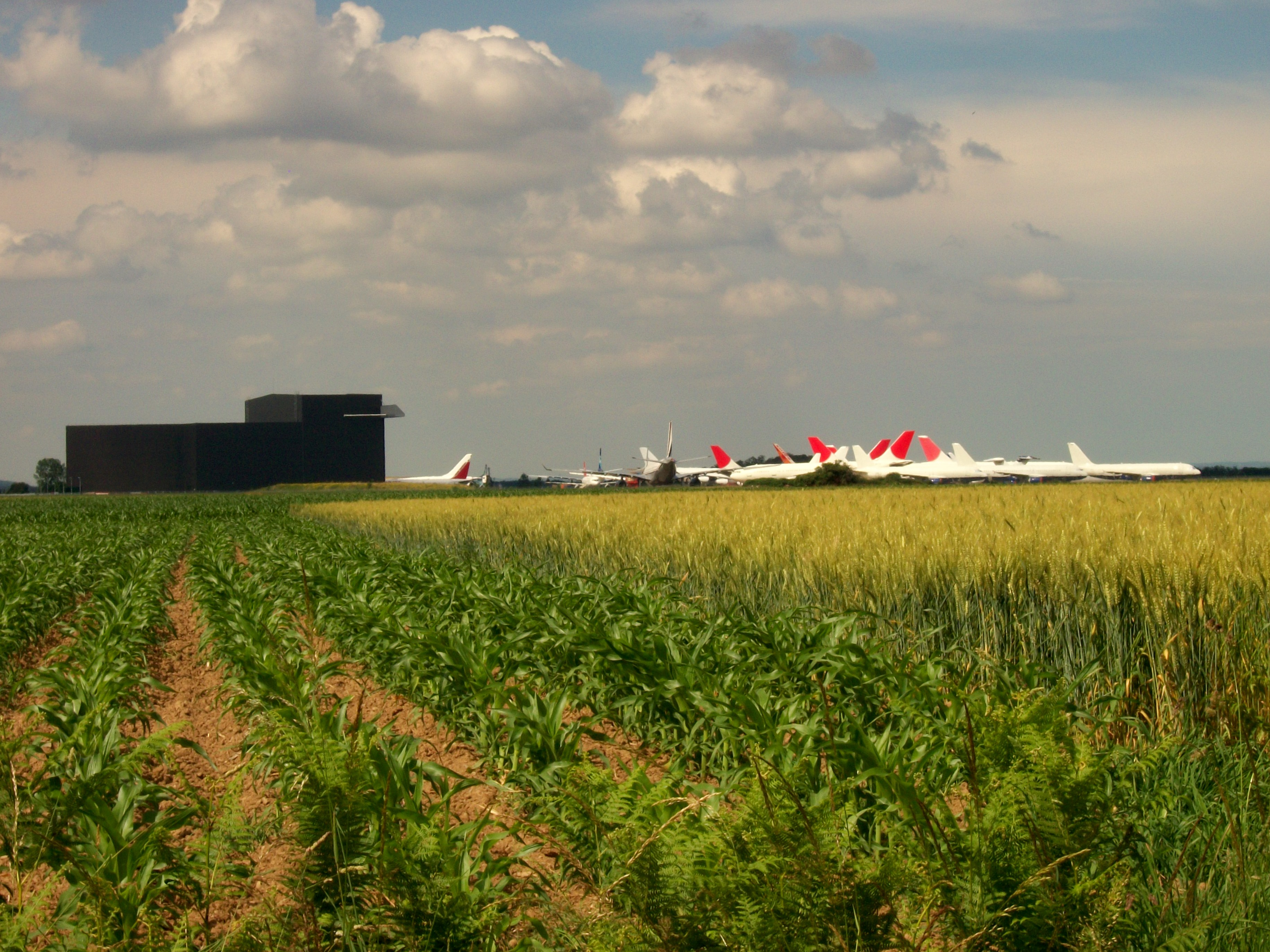
奥桑的Tarmac Aerosave公司